# フランシスコ・カルバハル
フランシスコ・セバスティアン・カルバハル・イ・グアル（スペイン語: Francisco Sebastián Carvajal y Gual, 1870年12月9日 - 1932年9月20日）は、メキシコの政治家、弁護士。カンペチェ出身。 
彼はビクトリアーノ・ウエルタ政権下で最高裁判所長官を経て外務大臣に任命されたが、ウエルタの辞職後大統領に就任した。一ヶ月後にベヌスティアーノ・カランサの軍がメキシコシティ入りすると彼はカランサにその職を譲った。
大統領辞任後にアメリカ合衆国に渡り、ルイーズ・マーティンと結婚して一子をもうける。1922年に帰国してメキシコシティで再び弁護士として活動し、1932年に同地で死去した。
| スタブアイコン | サブスタブ | この項目は、まだ閲覧者の調べものの参照としては役立たない、人物に関連した書きかけの項目です。この項目を加筆・訂正などしてくださる協力者を求めています（P:人物伝/PJ:人物伝）。 |